# Trump Hotel Las Vegas
Trump Hotel Las Vegas y anteriormente conocido como Trump International Hotel & Tower Las Vegas es un hotel-condominio (condo-hotel) de 64 pisos localizado en Fashion Show Drive cerca del bulevar Las Vegas  en Las Vegas, Nevada nombrado por el famoso desarrollador de bienes y raíces Donald Trump.  Está localizado entre el hotel Wynn Las Vegas en un terreno de 3.46 acres, cerca del centro comercial Fashion Show Mall, el hotel alberga residencias y condominios. Las ventanas exteriores están cubiertas por capas doradas de 24 quilates.
La Torre 1 abrió el 31 de marzo de 2008.  El hotel cuenta con varios restaurantes como el DJT, nombrado así por su desarrollador, y un restaurante localizado en el área de las piscinas llamado H2(eau).  Posteriormente se había anunciado que Donald Trump, debido a la abrumadora respuesta en la compra de todas las unidades de condominios de la primera torre, empezó a construir una segunda torre, idéntica a la anterior. Actualmente Trump International Hotel and Tower es la torre residencial más alta de Las Vegas con una altura de 190 m (620ft).

## Historia
El proyecto fue anunciado en 2004 como un proyecto en conjunto con Donald J. Trump, Brett J. Plant, y Phil Ruffin.  El proyecto fue diseñado por Bergman, Walls & Associates y construido por Perini Building Company.
Posteriormente a la construcción, Trump construyó un centro de ventas para su torre en Las Vegas Boulevard. El centro de ventas temporal costó cerca de  $3 millones de dólares.
El 1 de enero de 2025, un Tesla Cybertruck exploto a las afueras del hotel dejando 1 muerto y 7 heridos. 

## Signos de ego

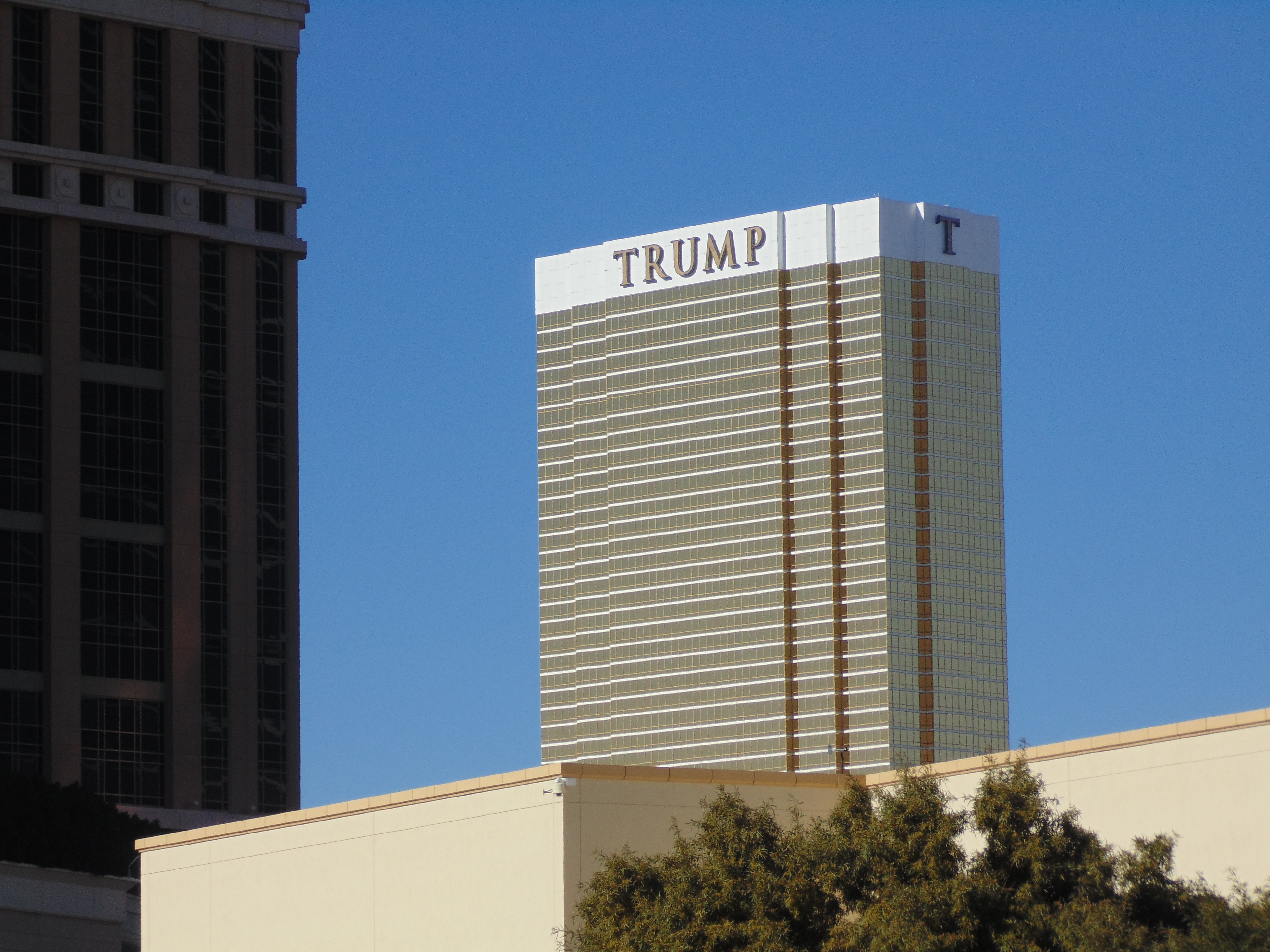
Vista del hotel Trump, las Vegas.

Se rumoreaba que al construir su torre más alta que al actual edificio habitable (el hotel Wynn) propiedad de Steve Wynn localizada a solo una manzana al este de la torre Trump, Donald Trump mostraría una rivalidad entre los dos desarrolladores. Sin embargo, Donald Trump ha insistido que ese no fue el caso e incluso lo invitó para que asistiera a la ceremonia de la colocación de la primera piedra.
Sin embargo, Trump mostró signos de egoísmo, especialmente cuando su exesposa, Ivana Trump, propuso construir una torre de condominios de 80 pisos a tan solo unas cuadras al norte del Strip de Las Vegas.  Trump estableció que "la locación es muy mala, nunca venderán nada."  Desde entonces, la torre de Ivana fue cancelada debido a razones no esclarecidas.[cita requerida]
Cuando se dijo que la Torre Stratosphere era la estructura más alta en Las Vegas y que seguiría siendo el doble o más alta que el edificio de Trump, él simplemente respondió: "Ese no es un edificio."

## Construcción
- Durante su construcción la torre incrementaba un piso cada cuatro días.
- El progreso de la torre puede ser vista desde el Desert Inn Road.
- Trump International Hotel and Tower Torre 1 abrió el 31 de marzo de 2008.

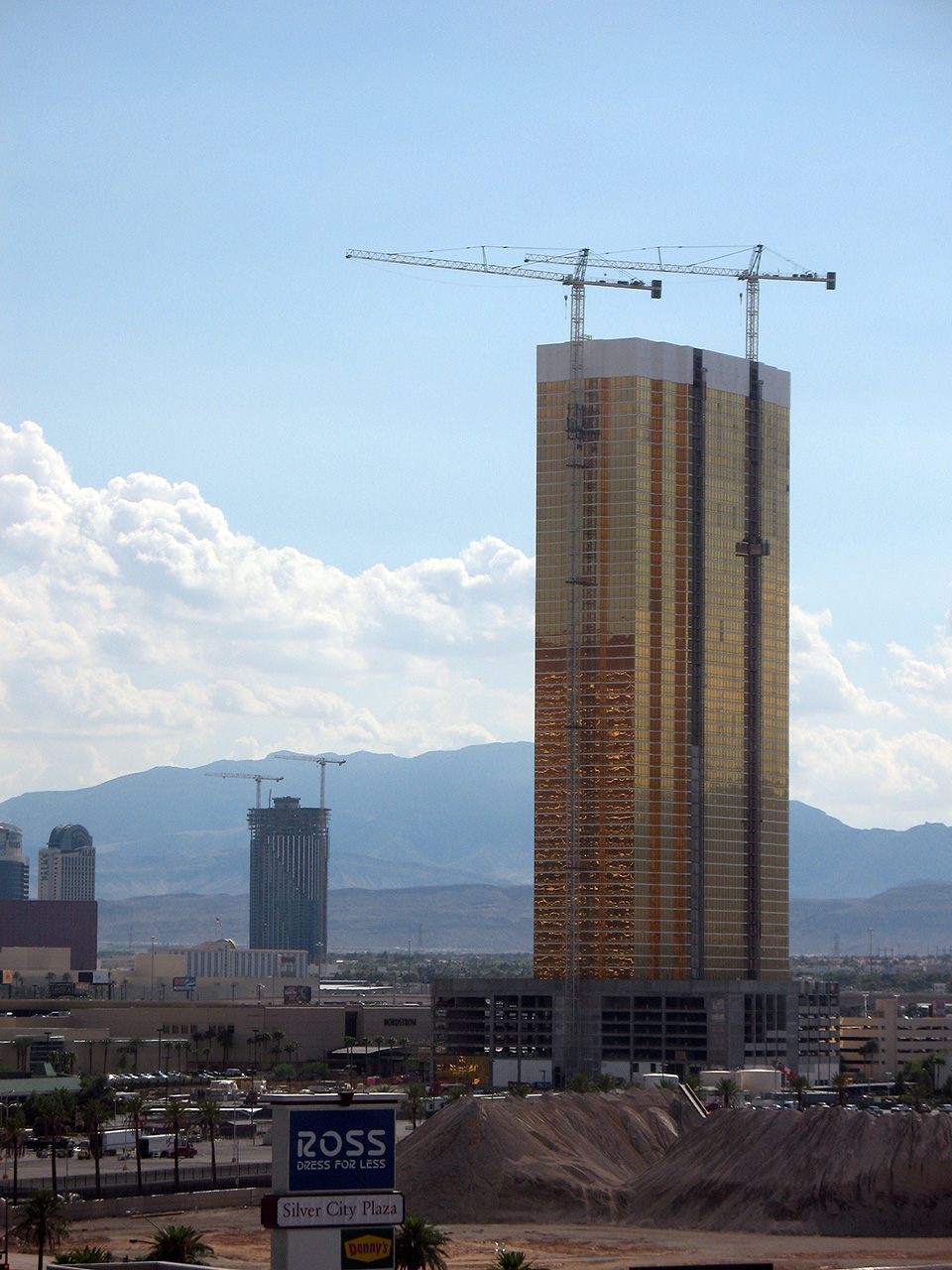
Foto de su construcción tomada en agosto de 2007 desde  Riviera Hotel & Casino.
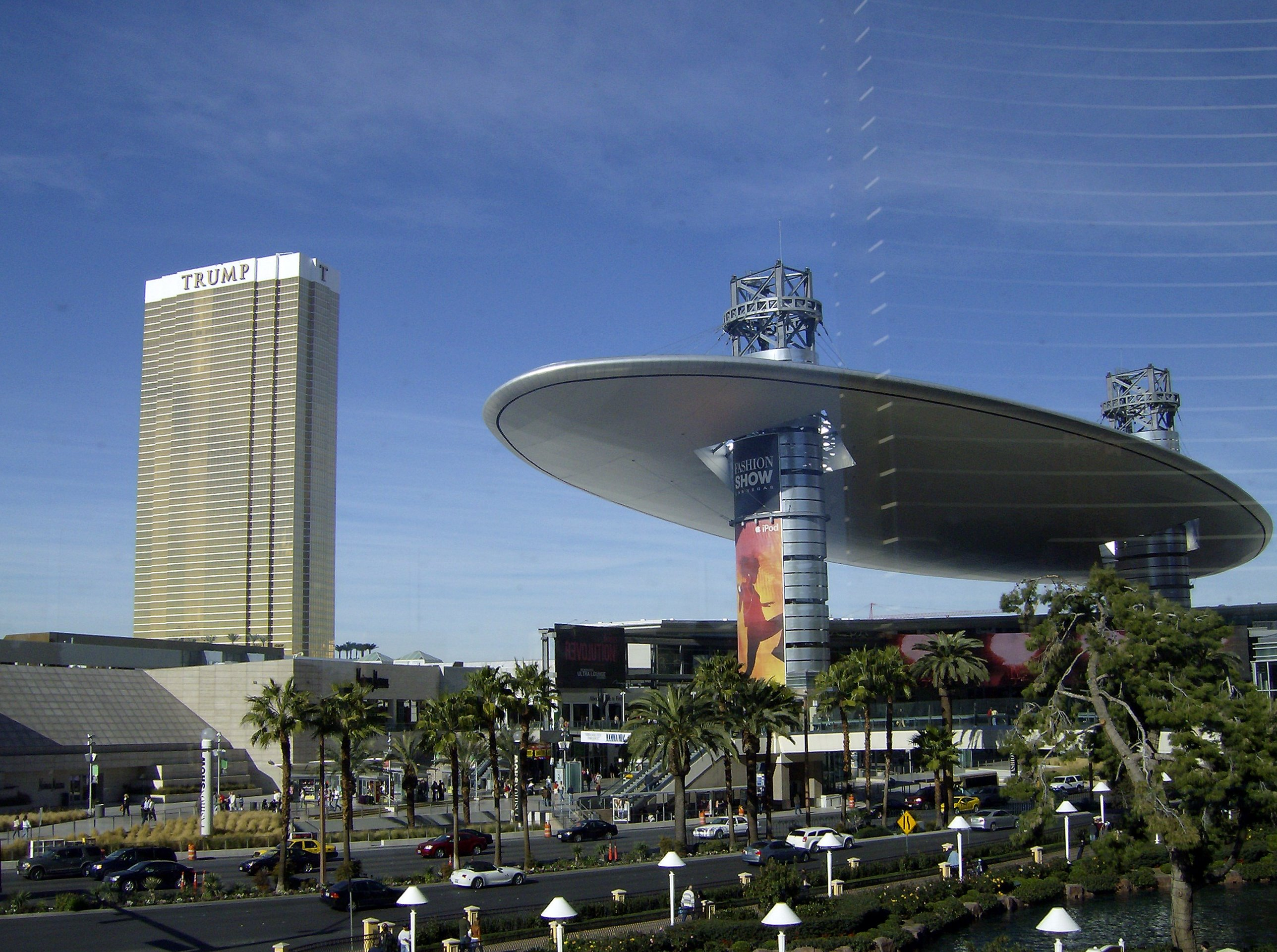
Primera torre completada vista desde Wynn Las Vegas
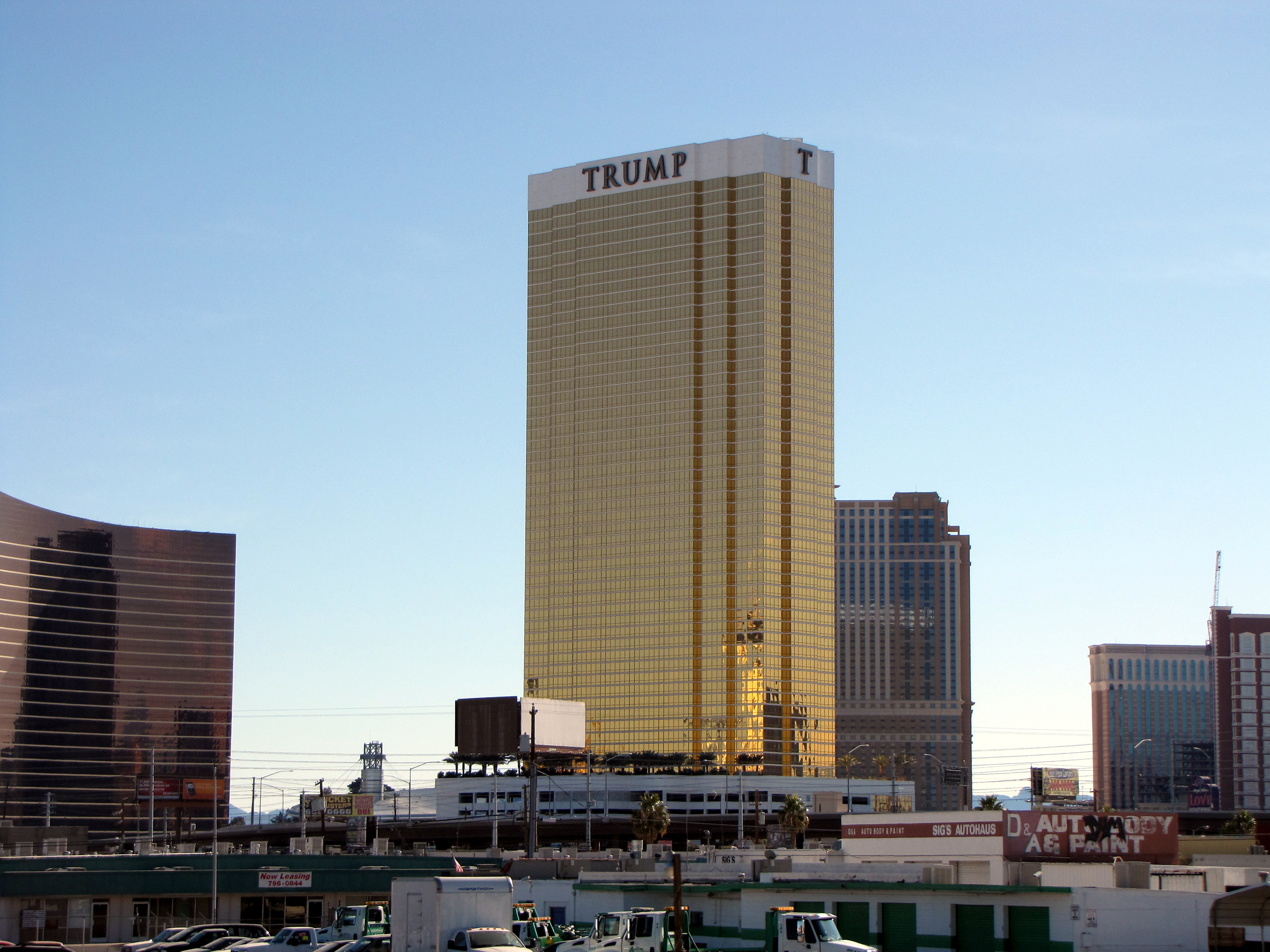
Trump tower junto al hotel Wynn